# 寺田吉孝
寺田 吉孝（てらだ よしたか、1953年2月4日 - ）は、福岡県出身の元プロ野球選手（捕手、外野手）。右投右打。

## 来歴・人物
筑紫工業高等学校では、捕手として1970年夏の甲子園県予選準々決勝に進むが、博多工に敗退。高校の1年下に鶴崎茂樹がいた。
同年のドラフト6位で近鉄バファローズに入団。辻佳紀、岩木康郎ら捕手陣の壁を破れず二軍暮らしが長かった。捕手としては1977年に1試合に出場したのみで、地肩の強さを活かすため外野手に転向。同年はウエスタン・リーグで首位打者を獲得、一軍でも6試合に指名打者として先発出場（うち3試合に偵察要員が使われた）を果たす。
1978年オフに神部年男・佐藤竹秀と共に、チャーリー・マニエル・永尾泰憲との交換トレードでヤクルトスワローズに移籍。主に代打として起用されるが、1979年には2試合に一番打者、外野手として先発。1980年11月に自由契約となり広島東洋カープに移籍。ここではあまり活躍の機会がなく、1982年限りで現役引退。
引退後は1983年から2年間、南海ホークスの二軍守備コーチに就任した。

## 詳細情報

### 年度別打撃成績
| 年 度     | 球 団     | 試 合 | 打 席 | 打 数 | 得 点 | 安 打 | 二 塁 打 | 三 塁 打 | 本 塁 打 | 塁 打 | 打 点 | 盗 塁 | 盗 塁 死 | 犠 打 | 犠 飛 | 四 球 | 敬 遠 | 死 球 | 三 振 | 併 殺 打 | 打 率 | 出 塁 率 | 長 打 率 | O P S |
| --------- | --------- | ----- | ----- | ----- | ----- | ----- | -------- | -------- | -------- | ----- | ----- | ----- | -------- | ----- | ----- | ----- | ----- | ----- | ----- | -------- | ----- | -------- | -------- | ----- |
| 1977      | 近鉄      | 21    | 38    | 32    | 2     | 6     | 0        | 0        | 0        | 6     | 1     | 3     | 0        | 1     | 0     | 5     | 1     | 0     | 6     | 1        | .188  | .297     | .188     | .485  |
| 1979      | ヤクルト  | 67    | 69    | 62    | 5     | 15    | 4        | 0        | 1        | 22    | 9     | 1     | 0        | 0     | 0     | 6     | 0     | 1     | 19    | 0        | .242  | .319     | .355     | .674  |
| 1981      | 広島      | 30    | 26    | 20    | 3     | 3     | 0        | 0        | 0        | 3     | 0     | 0     | 0        | 0     | 0     | 6     | 0     | 0     | 6     | 0        | .150  | .346     | .150     | .496  |
| 通算：3年 | 通算：3年 | 118   | 133   | 114   | 10    | 24    | 4        | 0        | 1        | 31    | 10    | 4     | 0        | 1     | 0     | 17    | 1     | 1     | 31    | 1        | .211  | .318     | .272     | .590  |

### 年度別守備成績
| 年度 | 試合 | 企図数 | 許盗塁 | 盗塁刺 | 阻止率 |
| ---- | ---- | ------ | ------ | ------ | ------ |
| 1977 | 1    | 0      | 0      | 0      | ----   |

### 記録
- 初出場：1977年7月15日、対クラウンライターライオンズ後期1回戦（平和台球場）、2回表に石山一秀の代打として出場
- 初打席・初安打：同上、2回表に竹田和史から
- 初先発出場：1977年7月16日、対クラウンライターライオンズ後期2回戦（平和台球場）、6番・指名打者として先発出場
- 初打点：1977年8月20日、対クラウンライターライオンズ後期8回戦（日生球場）、7回裏に永射保から
- 初本塁打：1979年8月8日、対読売ジャイアンツ14回戦（明治神宮野球場）、6回裏に西井哲夫の代打として出場、堀内恒夫から逆転決勝3ラン

### 背番号
- 56 （1971年 - 1976年）
- 40 （1977年 - 1980年）
- 38 （1981年 - 1982年）
- 74 （1983年 - 1984年）